# Smilets Point
Der Smilets Point (englisch; bulgarisch нос Смилец nos Smilez) ist eine felsige und 500 m lange Landspitze an der Nordwestküste von Nelson Island im Archipel der Südlichen Shetlandinseln. Sie bildet 5,24 km nordöstlich des Harmony Point und 2,85 km südwestlich des Retamales Point die Südwestseite der Einfahrt zur Hall Cove.
Britische Wissenschaftler kartierten sie 1968. Die bulgarische Kommission für Antarktische Geographische Namen benannte sie 2014 nach dem bulgarischen Zaren Smilez († 1298), der von 1292 bis zu seinem Tod geherrscht hatte.